# 香槟-阿登TGV站
香槟-阿登TGV站（法語：Gare de Champagne-Ardenne TGV），又名兰斯-伯扎讷站（Gare de Reims-Bezannes），是法国的一个铁路车站，位于法国城市兰斯（Reims）附近。

## 位置
香槟-阿登TGV站位于法国东北部，伯扎讷市镇范围内，距离兰斯市区大约7公里。车站大致呈东西走向，开口朝北。
香槟-阿登TGV站共设有3个站台，其中最北侧的一个可直接与站房连接，但很少使用；中部的那个是一个岛式站台，连接北侧的普速场和下行方向的高速铁路，由法国西部城市或巴黎前往兰斯方向以及由兰斯前往斯特拉斯堡方向的乘客可实现同台换乘；最南侧的一个为侧式站台，仅供上行方向的高铁列车停靠，可通过天桥连接，设有自动升降梯。

## 本站可直达城市
| 香槟-阿登TGV站出发可直达的城市 | |
| - 为方便阅读，可到达的城市按照城市法语名的首字母顺序排序。 - 粗体字为法国省会城市，斜体字的城市仅周末或特定时段才能直达。 - 中文名称非官方正式翻译，仅供参考。 | |
| 目的地所在大区或国家 | 可以直达的目的地 |
| 法兰西岛 | 戴高乐机场、马恩拉瓦莱、马西、巴黎 |
| 大东部 | 默兹TGV站、洛林TGV站、 巴勒迪克、巴赞库尔、布伊、香槟沙隆、沙勒维尔-梅济耶尔、东舍里、吕基、吕姆、梅斯、小穆尔默隆、南锡、默兹河畔努维永、普瓦泰龙、普吕奈、兰斯、赫泰勒、圣迪莱尔唐普勒、色当、七索、西勒里、蒂永维尔、韦勒谷、维特里勒弗朗索瓦、弗里涅-默兹 |
| 新阿基坦 | 昂古莱姆、波尔多、Futuroscope、普瓦捷 |
| 布列塔尼 | 雷恩 |
| 中央-卢瓦尔河谷 | 圣皮耶尔德科尔（靠近图尔） |
| 上法兰西 | 里尔 |
| 卢瓦尔河地区 | 昂热、拉瓦勒、勒芒、南特 |
| 比利时 | 布鲁塞尔 |
| 卢森堡 | 卢森堡 |
| 1. 2. | |

## 停靠线路
以下列车线路在香槟-阿登TGV站停靠：
| 香槟-阿登TGV站列车线路表              |      |                 |                 |              |
| 线路                                  | 车种 | 上一站          | 下一站          | 大致运行频率 |
| 巴黎—梅斯/卢森堡                      | TGV  | 巴黎            | 梅斯            | 每天1~3趟    |
| 巴黎—南锡                             | TGV  | 巴黎            | 南锡            | 每天1~3趟    |
| 巴黎—巴勒迪克                         | TGV  | 巴黎            | 香槟沙隆        | 每天1~3趟    |
| 布鲁塞尔/里尔—斯特拉斯堡              | TGV  | 戴高乐机场      | 洛林TGV         | 每天3趟左右  |
| 戴高乐机场—斯特拉斯堡                 | TGV  | 戴高乐机场      | 默兹TGV/洛林TGV | 每天3趟左右  |
| 雷恩/南特—斯特拉斯堡                  | TGV  | 马恩拉瓦莱-谢西 | 洛林TGV         | 每天2趟      |
| 波尔多—斯特拉斯堡                     | TGV  | 马恩拉瓦莱-谢西 | 洛林TGV         | 每天3趟左右  |
| 波尔多—斯特拉斯堡                     | TGV  | 马恩拉瓦莱-谢西 | 默兹TGV         | 每天1趟      |
| 香槟-阿登TGV站—兰斯                   | TER  | （起点）        | 兰斯白房/兰斯   | 每天5趟左右  |
| 香槟-阿登TGV站—沙勒维尔-梅济耶尔/色当 | TER  | （起点）        | 兰斯白房/兰斯   | 每天5趟左右  |
| 香槟-阿登TGV站—香槟沙隆               | TER  | （起点）        | 兰斯            | 每天1趟      |
| 1.                                    |      |                 |                 |              |

## 配套交通

### 大巴车
香槟-阿登TGV站对应的大巴车上下车地点位于车站前方的广场上。欧洲各主要客运公司（Flixbus、Isilines等）提供巴黎—兰斯—梅斯—斯特拉斯堡/萨尔布吕肯线路的大巴车。由马恩省政府提供的省内线路客运大巴车则需要到兰斯市区内乘坐。

### 市内交通
香槟-阿登TGV站对应的公交车站名称为“Gare Champagne TGV”，停靠该站的公交线路包括兰斯有轨电车B线，以及兰斯公交12路和13路。

### 社会车辆
香槟-阿登TGV站门口设有大型社会车辆露天停车场。

## 临近车站
| 香槟-阿登TGV站（Gare de Champagne-Ardenne-TGV）                                                       |                           |                                                                |
| 上行车站                                                                                              | 线路                      | 下行车站                                                       |
| 戴高乐机场2号航站楼站←（联络线）↖ 巴黎东站⇐……⇐瓦埃尔-托尔西站←（正线）← 马恩拉瓦莱-谢西站←（联络线）↙ | 法国高速铁路东线          | ↗（正线）→默兹TGV站 ↘（联络线）→圣迪莱尔唐普勒站⇒……⇒香槟沙隆站 |
| （起点）                                                                                              | 香槟-阿登TGV站—兰斯联络线 | →兰斯白房站⇒……⇒兰斯站                                          |
| *注："⇐"或"⇒"为共线路段；划线的为已关闭车站                                                           |                           |                                                                |